# Pachypoda costaricensis
Pachypoda costaricensis är en insektsart som beskrevs av Carvalho 1990. Pachypoda costaricensis ingår i släktet Pachypoda och familjen ängsskinnbaggar. Inga underarter finns listade i Catalogue of Life.